# Мчедлидзе, Карло Александрович
Карло Александрович Мчедлидзе (24 ноября 1957, Хашури, Грузинская ССР) — советский футболист, вратарь.

## Биография
Воспитанник ДЮСШ города Хашури. Сезон-1977 начал в дубле «Динамо» Тбилиси, затем оказался в клубе второй лиги «Локомотив» Самтредиа, за который провёл 18 игр. В 1978—1980 годах играл в команде первой лиги «Торпедо» Кутаиси. В 1981 году перешёл в команду высшей лиги «Динамо» Тбилиси, где за три сезона, будучи дублёром Отара Габелия, в 20 играх пропустил 19 мячей. В 1984—1986 годах выступал за клуб первой лиги «Гурия» Ланчхути, где и завершил карьеру.
Победитель юниорского турнира УЕФА 1976.
Основатель футбольной академии «Олимпик» в Тбилиси.
Сын Леван — нападающий итальянского клуба «Эмполи».